# Opisodasys robustus
Opisodasys robustus är en loppart som först beskrevs av Jordan 1925.  Opisodasys robustus ingår i släktet Opisodasys och familjen fågelloppor.

## Underarter
Arten delas in i följande underarter:
- O. r. robustus
- O. r. mexicanus